# Danh sách di sản văn hóa Tây Ban Nha được quan tâm ở tỉnh Lugo
Danh sách di sản văn hóa Tây Ban Nha được quan tâm ở Lugo (tỉnh).

## Các di sản liên quan đến nhiều thành phố
| Tên                                  | Dạng                  | Địa điểm              | Tọa độ | Số hồ sơ tham khảo? | Ngày nhận danh hiệu? | Hình ảnh                                                      |
| ------------------------------------ | --------------------- | --------------------- | ------ | ------------------- | -------------------- | ------------------------------------------------------------- |
| Đường hành hương Santiago Compostela | Lịch sử và nghệ thuật | Municipios del Camino |        | RI-53-0000035-00011 | 05-09-1962           | El Camino de Santiago por la provincia de Lugo · Upload image |
| Sierra Ancares                       | Địa điểm lịch sử      | Varios municipios     |        | RI-54-0000035-00002 | 13-08-1971           | Sierra de Ancares · Upload image                              |

## Di tích theo thành phố

### A

#### Abadín
| Tên                 | Dạng    | Địa điểm           | Tọa độ | Số hồ sơ tham khảo? | Ngày nhận danh hiệu? | Hình ảnh     |
| ------------------- | ------- | ------------------ | ------ | ------------------- | -------------------- | ------------ |
| Lâu đài Castromaior | Di tích | Abadín Castromaior |        | RI-51-0008871       | 17-10-1994           | Upload image |

#### Alfoz (Lugo)
| Tên                 | Dạng            | Địa điểm               | Tọa độ                                        | Số hồ sơ tham khảo? | Ngày nhận danh hiệu? | Hình ảnh                                  |
| ------------------- | --------------- | ---------------------- | --------------------------------------------- | ------------------- | -------------------- | ----------------------------------------- |
| Lâu đài Castrodouro | Di tích Lâu đài | Alfoz O Castro de Ouro | 43°31′40″B 7°24′32″T / 43,527779°B 7,408943°T | RI-51-0008872       | 17-10-1994           | Castillo de Castro de Ouro · Upload image |
| Lâu đài Frouseira   | Di tích         | Alfoz Carballido       |                                               | RI-51-0008873       | 17-10-1994           | Upload image                              |

#### Antas de Ulla
| Tên                              | Dạng    | Địa điểm               | Tọa độ | Số hồ sơ tham khảo? | Ngày nhận danh hiệu? | Hình ảnh                                       |
| -------------------------------- | ------- | ---------------------- | ------ | ------------------- | -------------------- | ---------------------------------------------- |
| Castillo. Pháo đài Amarante      | Di tích | Antas de Ulla Amarante |        | RI-51-0008874       | 17-10-1994           | Castillo. Fortaleza de Amarante · Upload image |
| Castillo. Tháp Vella             | Di tích | Antas de Ulla Amarante |        | RI-51-0008875       | 17-10-1994           | Upload image                                   |
| Castillo. Tháp Nova (Antas Ulla) | Di tích | Antas de Ulla Amarante |        | RI-51-0008876       | 17-10-1994           | Upload image                                   |
| Castillo. Tháp Vilasante         | Di tích | Antas de Ulla Facha    |        | RI-51-0008877       | 17-10-1994           | Upload image                                   |

### B

#### Baralla
| Tên                  | Dạng    | Địa điểm      | Tọa độ | Số hồ sơ tham khảo? | Ngày nhận danh hiệu? | Hình ảnh     |
| -------------------- | ------- | ------------- | ------ | ------------------- | -------------------- | ------------ |
| Castillo. Tháp Neira | Di tích | Baralla Neira |        | RI-51-0008878       | 17-10-1994           | Upload image |

#### Becerreá
| Tên                                                           | Dạng    | Địa điểm | Tọa độ | Số hồ sơ tham khảo? | Ngày nhận danh hiệu? | Hình ảnh     |
| ------------------------------------------------------------- | ------- | -------- | ------ | ------------------- | -------------------- | ------------ |
| Nhà thờ Santa María Penamayor                                 | Di tích | Becerreá |        | RI-51-0004689       | 27-08-1982           | Upload image |
| Delimitación entorno protección Nhà thờ Santa María Penamayor | Di tích | Becerreá |        | RI-51-0004689-00001 | 30-01-1998           | Upload image |

#### Begonte
| Tên                                    | Dạng    | Địa điểm                | Tọa độ | Số hồ sơ tham khảo? | Ngày nhận danh hiệu? | Hình ảnh     |
| -------------------------------------- | ------- | ----------------------- | ------ | ------------------- | -------------------- | ------------ |
| Monumento Khảo cổ Santa Eulalia Bóveda | Di tích | Begonte Bóveda          |        | RI-51-0000709       | 03-06-1931           | Upload image |
| Castillo. Tháp Camarasa                | Di tích | Begonte Aldea de Arriba |        | RI-51-0008879       | 17-10-1994           | Upload image |

### C

#### Carballedo
| Tên                         | Dạng    | Địa điểm                          | Tọa độ | Số hồ sơ tham khảo? | Ngày nhận danh hiệu? | Hình ảnh                                            |
| --------------------------- | ------- | --------------------------------- | ------ | ------------------- | -------------------- | --------------------------------------------------- |
| Nhà thờ San Juan Coba       | Di tích | Carballedo                        |        | RI-51-0001221       | 16-10-1950           | Iglesia de San Juan de Coba · Upload image          |
| Tu viện San Esteban Chouzán | Di tích | Carballedo San Esteban de Chouzan |        | RI-51-0001223       | 16-10-1950           | Monasterio de San Esteban de Chouzán · Upload image |
| Castillo. Tháp San Roman    | Di tích | Carballedo Campos                 |        | RI-51-0008880       | 17-10-1994           | Upload image                                        |
| Castillo. Tháp A Grixoa     | Di tích | Carballedo Chouzan                |        | RI-51-0008881       | 17-10-1994           | Upload image                                        |

#### Castro de Rei(Castro de Rei)
| Tên                                                          | Dạng                  | Địa điểm                     | Tọa độ | Số hồ sơ tham khảo? | Ngày nhận danh hiệu? | Hình ảnh                                                                         |
| ------------------------------------------------------------ | --------------------- | ---------------------------- | ------ | ------------------- | -------------------- | -------------------------------------------------------------------------------- |
| Castillo. Tháp Leivane                                       | Di tích               | Castro de Rey Riberas de Lea |        | RI-51-0008882       | 17-10-1994           | Upload image                                                                     |
| Paraje Villa                                                 | Địa điểm lịch sử      | Castro de Rey                |        | RI-54-0000033       | 04-02-1971           | Upload image                                                                     |
| Quần thể Histórico Artístico và paraje pintoresco Castro Rey | Lịch sử và nghệ thuật | Castro de Rey                |        | RI-53-0000122       | 04-02-1971           | Conjunto Histórico Artístico y paraje pintoresco de Castro de Rey · Upload image |

#### Castroverde
| Tên                         | Dạng    | Địa điểm                 | Tọa độ | Số hồ sơ tham khảo? | Ngày nhận danh hiệu? | Hình ảnh                                                                           |
| --------------------------- | ------- | ------------------------ | ------ | ------------------- | -------------------- | ---------------------------------------------------------------------------------- |
| Nhà thờ parroquial Villabad | Di tích | Castroverde Villavad     |        | RI-51-0004386       | 16-11-1979           | Iglesia Parroquial de Villabad (Delimitación de Entorno 29-09-1995) · Upload image |
| Castillo. Tháp Arriba       | Di tích | Castroverde Soutomerille |        | RI-51-0008883       | 17-10-1994           | Upload image                                                                       |
| Castillo. Tháp Abajo        | Di tích | Castroverde Soutomerille |        | RI-51-0008884       | 17-10-1994           | Upload image                                                                       |
| Lâu đài Castroverde         | Di tích | Castroverde              |        | RI-51-0008885       | 17-10-1994           | Castillo de Castroverde · Upload image                                             |

#### Cervantes, Lugo
| Tên              | Dạng    | Địa điểm            | Tọa độ | Số hồ sơ tham khảo? | Ngày nhận danh hiệu? | Hình ảnh                          |
| ---------------- | ------- | ------------------- | ------ | ------------------- | -------------------- | --------------------------------- |
| Lâu đài Frades   | Di tích | Cervantes Cereixido |        | RI-51-0008886       | 17-10-1994           | Upload image                      |
| Lâu đài Doiras   | Di tích | Cervantes Vilarello |        | RI-51-0008887       | 17-10-1994           | Castillo de Doiras · Upload image |
| Lâu đài Quindous | Di tích | Cervantes Quindous  |        | RI-51-0008888       | 17-10-1994           | Upload image                      |

#### Cervo
| Tên                                                 | Dạng                 | Địa điểm | Tọa độ | Số hồ sơ tham khảo? | Ngày nhận danh hiệu? | Hình ảnh                                                             |
| --------------------------------------------------- | -------------------- | -------- | ------ | ------------------- | -------------------- | -------------------------------------------------------------------- |
| Antiguo Complejo Siderúrgico và Cerámico Sargadelos | Khu phức hợp lịch sử | Cervo    |        | RI-53-0000139       | 18-08-1972           | Antiguo Complejo Siderúrgico y Cerámico de Sargadelos · Upload image |

#### Chantada
| Tên                            | Dạng    | Địa điểm              | Tọa độ | Số hồ sơ tham khảo? | Ngày nhận danh hiệu? | Hình ảnh                                           |
| ------------------------------ | ------- | --------------------- | ------ | ------------------- | -------------------- | -------------------------------------------------- |
| Nhà thờ Santa María Pesqueiras | Di tích | Chantada              |        | RI-51-0001222       | 06-10-1950           | Iglesia de Sta. María de Pesqueiras · Upload image |
| Castillo. Tháp Pacio           | Di tích | Chantada Lincora      |        | RI-51-0008892       | 17-10-1994           | Upload image                                       |
| Castillo. Tháp Arcos           | Di tích | Chantada Arcos        |        | RI-51-0008893       | 17-10-1994           | Upload image                                       |
| Castillo. Tháp Villar Eiriz    | Di tích | Chantada Mato-O Pacio |        | RI-51-0008894       | 17-10-1994           | Upload image                                       |
| Castillo. Pháo đài Pereira     | Di tích | Chantada Pereira      |        | RI-51-0008895       | 17-10-1994           | Upload image                                       |
| Castillo. Tháp Vilauxe         | Di tích | Chantada Vilauxe      |        | RI-51-0008896       | 17-10-1994           | Upload image                                       |

#### Corgo(O Corgo)
| Tên                   | Dạng    | Địa điểm | Tọa độ | Số hồ sơ tham khảo? | Ngày nhận danh hiệu? | Hình ảnh     |
| --------------------- | ------- | -------- | ------ | ------------------- | -------------------- | ------------ |
| Castillo. Tháp Escudo | Di tích | Corgo    |        | RI-51-0008889       | 17-10-1994           | Upload image |

#### Cospeito
| Tên                  | Dạng    | Địa điểm       | Tọa độ | Số hồ sơ tham khảo? | Ngày nhận danh hiệu? | Hình ảnh                             |
| -------------------- | ------- | -------------- | ------ | ------------------- | -------------------- | ------------------------------------ |
| Lâu đài Caldaloba    | Di tích | Cospeito Pino  |        | RI-51-0008890       | 17-10-1994           | Castillo de Caldaloba · Upload image |
| Castillo. Tháp Moman | Di tích | Cospeito Moman |        | RI-51-0008891       | 17-10-1994           | Upload image                         |

### F

#### Folgoso do Courel(Folgoso do Caurel)
| Tên             | Dạng             | Địa điểm                 | Tọa độ | Số hồ sơ tham khảo? | Ngày nhận danh hiệu? | Hình ảnh                           |
| --------------- | ---------------- | ------------------------ | ------ | ------------------- | -------------------- | ---------------------------------- |
| Lâu đài Carbedo | Di tích          | Folgoso de Caurel        |        | RI-51-0008897       | 17-10-1994           | Castillo de Carbedo · Upload image |
| Aldea Froxán    | Di tích          | Folgoso de Caurel        |        | RI-51-0000230       | 02-11-2006           | Upload image                       |
| Aldea Seceda    | Địa điểm lịch sử | Folgoso de Caurel Seceda |        | RI-54-0000100       | 03-07-1997           | Upload image                       |

#### A Fonsagrada(A Fonsagrada)
| Tên                      | Dạng    | Địa điểm                    | Tọa độ | Số hồ sơ tham khảo? | Ngày nhận danh hiệu? | Hình ảnh     |
| ------------------------ | ------- | --------------------------- | ------ | ------------------- | -------------------- | ------------ |
| Castillo. Pháo đài Buron | Di tích | Fonsagrada A Pobra de Buron |        | RI-51-0008898       | 17-10-1994           | Upload image |

#### Foz
| Tên                            | Dạng    | Địa điểm      | Tọa độ | Số hồ sơ tham khảo? | Ngày nhận danh hiệu? | Hình ảnh                                                  |
| ------------------------------ | ------- | ------------- | ------ | ------------------- | -------------------- | --------------------------------------------------------- |
| Nhà thờ San Martín (Mondoñedo) | Di tích | Foz Mondoñedo |        | RI-51-0000716       | 03-06-1931           | Iglesia Parroquial San Martín de Mondoñedo · Upload image |

#### Friol
| Tên                         | Dạng    | Địa điểm             | Tọa độ | Số hồ sơ tham khảo? | Ngày nhận danh hiệu? | Hình ảnh     |
| --------------------------- | ------- | -------------------- | ------ | ------------------- | -------------------- | ------------ |
| Castillo. Tháp Miraz        | Di tích | Friol Miraz          |        | RI-51-0008899       | 17-10-1994           | Upload image |
| Castillo. Pháo đài San Paio | Di tích | Friol Xia-Castronela |        | RI-51-0008900       | 17-10-1994           | Upload image |

### G

#### Xermade(Xermade)
| Tên                   | Dạng    | Địa điểm       | Tọa độ | Số hồ sơ tham khảo? | Ngày nhận danh hiệu? | Hình ảnh     |
| --------------------- | ------- | -------------- | ------ | ------------------- | -------------------- | ------------ |
| Castillo. Tháp Roupar | Di tích | Germade Roupar |        | RI-51-0008943       | 17-10-1994           | Upload image |

#### Guitiriz
| Tên           | Dạng                                             | Địa điểm       | Tọa độ                                        | Số hồ sơ tham khảo? | Ngày nhận danh hiệu? | Hình ảnh                         |
| ------------- | ------------------------------------------------ | -------------- | --------------------------------------------- | ------------------- | -------------------- | -------------------------------- |
| Lâu đài Pobra | Di tích Kiến trúc phòng thủ Thời gian: Thế kỷ 14 | Guitiriz Parga | 43°09′29″B 7°50′18″T / 43,158148°B 7,838451°T | RI-51-0008901       | 17-10-1994           | Castillo de Pobra · Upload image |

#### Guntín
| Tên                                     | Dạng    | Địa điểm                    | Tọa độ | Số hồ sơ tham khảo? | Ngày nhận danh hiệu? | Hình ảnh                                                                              |
| --------------------------------------- | ------- | --------------------------- | ------ | ------------------- | -------------------- | ------------------------------------------------------------------------------------- |
| Nhà thờ Santa María (Ferreira Pallares) | Di tích | Guntin Ferreira de Pallares |        | RI-51-0004361       | 01-06-1979           | Iglesia Parroquial de Santa María (Delimitación de Entorno 05-10-1995) · Upload image |
| Lâu đài Besgo                           | Di tích | Guntin San Fiz-Francos      |        | RI-51-0008902       | 17-10-1994           | Upload image                                                                          |
| Castillo. Tháp Francos                  | Di tích | Guntin Francos              |        | RI-51-0008903       | 17-10-1994           | Upload image                                                                          |
| Castillo. Pháo đài Mota                 | Di tích | Guntin Mota                 |        | RI-51-0008904       | 17-10-1994           | Upload image                                                                          |
| Castillo. Tháp Santa Auxea              | Di tích | Guntin Santa Auxea          |        | RI-51-0008905       | 17-10-1994           | Upload image                                                                          |

### I

#### O Incio(O Incio)
| Tên                                     | Dạng                        | Địa điểm         | Tọa độ                                        | Số hồ sơ tham khảo?                                            | Ngày nhận danh hiệu? | Hình ảnh                                                     |
| --------------------------------------- | --------------------------- | ---------------- | --------------------------------------------- | -------------------------------------------------------------- | -------------------- | ------------------------------------------------------------ |
| Nhà thờ Parroquial Pedro Félix Hospital | Di tích Kiến trúc tôn giáo  | Incio O Hospital | 42°39′18″B 7°20′24″T / 42,654904°B 7,339963°T | RI-51-0004505 Parte 00001 (Delimitación de entorno 17-04-1997) | 19-06-1981           | Iglesia Parroquial de Pedro Félix de Hospital · Upload image |
| Tháp Hospital                           | Di tích Kiến trúc phòng thủ | Incio O Hospital |                                               | RI-51-0008906                                                  | 17-10-1994           | Torre de Hospital · Upload image                             |

### L

#### Lourenzá(Lourenzá)
| Tên                                         | Dạng                       | Địa điểm                          | Tọa độ                                        | Số hồ sơ tham khảo? | Ngày nhận danh hiệu? | Hình ảnh                                  |
| ------------------------------------------- | -------------------------- | --------------------------------- | --------------------------------------------- | ------------------- | -------------------- | ----------------------------------------- |
| Tu viện San Salvador Villanueva (Lorenzana) | Di tích Kiến trúc tôn giáo | Lorenzana Villanueva de Lorenzana | 43°28′15″B 7°17′52″T / 43,470787°B 7,297888°T | RI-51-0003959       | 30-08-1974           | Monasterio de San Salvador · Upload image |
| Pháo đài Tovar                              | Di tích                    | Lorenzana Pumarala-Lourenza       |                                               | RI-51-0008907       | 17-10-1994           | Upload image                              |

#### As Nogais(As Nogais)
| Tên                           | Dạng                                             | Địa điểm           | Tọa độ | Số hồ sơ tham khảo? | Ngày nhận danh hiệu? | Hình ảnh                       |
| ----------------------------- | ------------------------------------------------ | ------------------ | ------ | ------------------- | -------------------- | ------------------------------ |
| Nhà thờ San Andrés das Nogais | Di tích                                          | Los Nogales        |        | RI-51-0009052       | 05-10-1995           | Upload image                   |
| Tháp Doncos                   | Di tích Kiến trúc phòng thủ Thời gian: Thế kỷ 15 | Los Nogales Doncos |        | RI-51-0008920       | 17-10-1994           | Torre de Doncos · Upload image |
| Castillo. Pháo đài Tores      | Di tích                                          | Los Nogales Tores  |        | RI-51-0008921       | 17-10-1994           | Upload image                   |

#### Lugo
| Tên                                            | Dạng                 | Địa điểm      | Tọa độ | Số hồ sơ tham khảo? | Ngày nhận danh hiệu? | Hình ảnh                                                                     |
| ---------------------------------------------- | -------------------- | ------------- | ------ | ------------------- | -------------------- | ---------------------------------------------------------------------------- |
| Las Tường thành (Lugo)                         | Di tích              | Lugo          |        | RI-51-0000191       | 16-04-1921           | Las Murallas (Lugo) · Upload image                                           |
| Castillo. Tháp Riazon                          | Di tích              | Lugo Ombreiro |        | RI-51-0008908       | 17-10-1994           | Castillo. Torre de Riazon · Upload image                                     |
| Nhà thờ Santiago (Meilán)                      | Di tích              | Lugo Meilán   |        | RI-51-0004600       | 26-02-1982           | Igrexa Parroquial de Santiago de Meilán · Upload image                       |
| Lưu trữ lịch sử Provincial Lugo                | Lưu trữ              | Lugo          |        | RI-AR-0000037       | 10-11-1997           | Upload image                                                                 |
| Thư viện Pública Estado (Lugo)                 | Biblioteca           | Lugo          |        | RI-BI-0000020       | 25-06-1985           | Upload image                                                                 |
| Nhà thờ Santa María (Lugo)                     | Di tích              | Lugo          |        | RI-51-0000708       | 03-06-1931           | Catedral de Santa María (Lugo) · Upload image                                |
| Termas Romanas (Lugo)                          | Di tích              | Lugo          |        | RI-51-0000710       | 03-06-1931           | Termas Romanas (Lugo) · Upload image                                         |
| Tu viện San Francisco, hoy Parroquia San Pedro | Di tích              | Lugo          |        | RI-51-0000717       | 03-06-1931           | Antiguo Convento de San Francisco, hoy Parroquia de San Pedro · Upload image |
| Quần thể Histórico Ciudad Lugo                 | Khu phức hợp lịch sử | Lugo          |        | RI-53-0000150       | 22-02-1973           | Conjunto Histórico de la Ciudad de Lugo · Upload image                       |
| Paraje Pintoresco Sierra Picos Ancares         | Địa điểm lịch sử     | Lugo          |        | RI-54-0000035       | 18-08-1972           | Upload image                                                                 |
| Bảo tàng Provincial Lugo                       | Di tích              | Lugo          |        | RI-51-0001372       | 01-03-1962           | Museo Provincial (Lugo) · Upload image                                       |
| Tòa thị chính Ciudad Lugo                      | Di tích              | Lugo          |        | RI-51-0003886       | 18-08-1972           | Casa Consistorial de la Ciudad de Lugo · Upload image                        |

### M

#### Meira (Lugo)
| Tên                         | Dạng    | Địa điểm | Tọa độ | Số hồ sơ tham khảo? | Ngày nhận danh hiệu? | Hình ảnh                                         |
| --------------------------- | ------- | -------- | ------ | ------------------- | -------------------- | ------------------------------------------------ |
| Tu viện Santa María (Meira) | Di tích | Meira    |        | RI-51-0000711       | 03-06-1931           | Monasterio de Santa María (Meira) · Upload image |

#### Mondoñedo
| Tên                                                  | Dạng                  | Địa điểm  | Tọa độ | Số hồ sơ tham khảo? | Ngày nhận danh hiệu? | Hình ảnh                                                                  |
| ---------------------------------------------------- | --------------------- | --------- | ------ | ------------------- | -------------------- | ------------------------------------------------------------------------- |
| Nhà thờ Nuestra Señora Remedios Mondoñedo            | Di tích               | Mondoñedo |        | RI-51-0000080       | 23-05-1902           | Catedral de Nuestra Señora de los Remedios Igrexa Catedral · Upload image |
| Lâu đài Toxiza                                       | Di tích               | Mondoñedo |        | RI-51-0008909       | 17-10-1994           | Upload image                                                              |
| Castillo. Tháp Garrete                               | Di tích               | Mondoñedo |        | RI-51-0008910       | 17-10-1994           | Upload image                                                              |
| Quần thể Histórico Artístico Casco Antiguo Mondoñedo | Lịch sử và nghệ thuật | Mondoñedo |        | RI-53-0000338       | 02-05-1985           | Conjunto Histórico Artístico Casco Antiguo de Mondoñedo · Upload image    |

#### Monforte de Lemos
| Tên                                    | Dạng                 | Địa điểm                   | Tọa độ | Số hồ sơ tham khảo? | Ngày nhận danh hiệu? | Hình ảnh                                     |
| -------------------------------------- | -------------------- | -------------------------- | ------ | ------------------- | -------------------- | -------------------------------------------- |
| Castillo. Tường và Fortaleza           | Di tích              | Monforte de Lemos Monforte |        | RI-51-0008911       | 17-10-1994           | Castillo. Muralla y Fortaleza · Upload image |
| Casco Antiguo Ciudad Monforte Lemos    | Khu phức hợp lịch sử | Monforte de Lemos          |        | RI-53-0000151       | 22-02-1973           | Upload image                                 |
| Castillo. Tháp Moreda (Monforte Lemos) | Di tích              | Monforte de Lemos Moreda   |        | RI-51-0008912       | 17-10-1994           | Upload image                                 |

#### Monterroso
| Tên                                               | Dạng    | Địa điểm             | Tọa độ | Số hồ sơ tham khảo? | Ngày nhận danh hiệu? | Hình ảnh     |
| ------------------------------------------------- | ------- | -------------------- | ------ | ------------------- | -------------------- | ------------ |
| Castillo. Tháp Bidouredo                          | Di tích | Monterroso Bidouredo |        | RI-51-0008913       | 17-10-1994           | Upload image |
| Castillo. Tháp Cumbraos                           | Di tích | Monterroso Cumbraos  |        | RI-51-0008914       | 17-10-1994           | Upload image |
| Castillo. Tháp Fente (Monterroso) - RI-51-0008915 | Di tích | Monterroso Fente     |        | RI-51-0008915       | 17-10-1994           | Upload image |
| Castillo. Tháp Fente (Monterroso) - RI-51-0008916 | Di tích | Monterroso Penas     |        | RI-51-0008916       | 17-10-1994           | Upload image |

#### Muras
| Tên                     | Dạng    | Địa điểm    | Tọa độ | Số hồ sơ tham khảo? | Ngày nhận danh hiệu? | Hình ảnh     |
| ----------------------- | ------- | ----------- | ------ | ------------------- | -------------------- | ------------ |
| Castillo. Tháp Muras    | Di tích | Muras       |        | RI-51-0008917       | 17-10-1994           | Upload image |
| Castillo. Tháp San Juan | Di tích | Muras Silan |        | RI-51-0008918       | 17-10-1994           | Upload image |

### N

#### Navia de Suarna
| Tên           | Dạng                        | Địa điểm                         | Tọa độ                                        | Số hồ sơ tham khảo? | Ngày nhận danh hiệu? | Hình ảnh                         |
| ------------- | --------------------------- | -------------------------------- | --------------------------------------------- | ------------------- | -------------------- | -------------------------------- |
| Lâu đài Navia | Di tích Kiến trúc phòng thủ | Navia de Suarna A Proba de Navia | 42°57′52″B 7°00′20″T / 42,964526°B 7,005428°T | RI-51-0008919       | 17-10-1994           | Castillo de Navia · Upload image |

### P

#### Palas de Rei(Palas de Rei)
| Tên                                                  | Dạng                                             | Địa điểm                    | Tọa độ                                        | Số hồ sơ tham khảo? | Ngày nhận danh hiệu? | Hình ảnh                                              |
| ---------------------------------------------------- | ------------------------------------------------ | --------------------------- | --------------------------------------------- | ------------------- | -------------------- | ----------------------------------------------------- |
| Lâu đài Pambre                                       | Di tích Kiến trúc phòng thủ Thời gian: Thế kỷ 14 | Palas de Rey                | 42°51′35″B 7°56′54″T / 42,859722°B 7,948333°T | RI-51-0008922       | 17-10-1994           | Castillo de Pambre · Upload image                     |
| Castillo. Tháp Quindimil                             | Di tích                                          | Palas de Rey Quindimil      |                                               | RI-51-0008923       | 17-10-1994           | Upload image                                          |
| Delimitación Entorno Protección Nhà thờ San Salvador | Di tích                                          | Palas de Rey Vilar de Donas |                                               | RI-51-0000713-00001 | 03-06-1931           | Upload image                                          |
| Nhà thờ San Salvador (Palas Rey)                     | Di tích                                          | Palas de Rey Vilar de Donas |                                               | RI-51-0000713       | 03-06-1931           | Iglesia de San Salvador (Palas de Rey) · Upload image |

#### Pantón
| Tên                               | Dạng    | Địa điểm        | Tọa độ | Số hồ sơ tham khảo? | Ngày nhận danh hiệu? | Hình ảnh |
| --------------------------------- | ------- | --------------- | ------ | ------------------- | -------------------- | --- |
| Nhà thờ Parroquial San Fiz Cangas | Di tích | Pantón          |        | RI-51-0004335       | 20-02-1979           | Iglesia Parroquial de San Fiz de Cangas Igrexa Parroquial de San Fiz de Cangas · Upload image               |
| Mosteiro Cisterciense Ferreira    | Di tích | Pantón Ferreira |        | RI-51-0004180       | 23-08-1975           | Monasterio Cisterciense Mosteiro Cisterciense de Ferreira · Upload image                                    |
| Nhà thờ San Esteban (Atán)        | Di tích | Pantón Atan     |        | RI-51-0004181       | 23-08-1975           | Iglesia Parroquial de San Esteban Igrexa Parroquial de San Estevo de Atán · Upload image                    |
| Nhà thờ Tu viện San Miguel Eire   | Di tích | Pantón Eire     |        | RI-51-0001610       | 11-06-1964           | Iglesia del Antiguo Monasterio de San Miguel Igrexa do antigo Mosteiro de San Miguel de Eire · Upload image |
| Castillo. Tháp Bastide            | Di tích | Pantón Mañente  |        | RI-51-0008924       | 17-10-1994           | Castillo. Torre de Bastide · Upload image                                                                   |
| Lâu đài Ferreira                  | Di tích | Pantón Ferreira |        | RI-51-0008925       | 17-10-1994           | Upload image                                                                                                |
| Nhà thờ Santo Estevo Atán         | Di tích | Pantón          |        | RI-51-0004181-00001 | 23-09-2004           | Upload image                                                                                                |

#### Paradela, Lugo
| Tên                 | Dạng    | Địa điểm               | Tọa độ | Số hồ sơ tham khảo? | Ngày nhận danh hiệu? | Hình ảnh                              |
| ------------------- | ------- | ---------------------- | ------ | ------------------- | -------------------- | ------------------------------------- |
| Nhà thờ San Facundo | Di tích | Paradela               |        | RI-51-0004653-00001 | 05-10-1995           | Upload image                          |
| Nhà thờ San Facundo | Di tích | Paradela Ribas de Miño |        | RI-51-0004653       | 04-06-1982           | Upload image                          |
| Nhà thờ San Facundo | Di tích | Paradela Ribas de Miño |        | RI-51-0004450       |                      | Iglesia de San Facundo · Upload image |

#### Páramo (Lugo)(O Páramo)
| Tên                     | Dạng    | Địa điểm     | Tọa độ | Số hồ sơ tham khảo? | Ngày nhận danh hiệu? | Hình ảnh     |
| ----------------------- | ------- | ------------ | ------ | ------------------- | -------------------- | ------------ |
| Castillo. Tháp Barreira | Di tích | Páramo Torre |        | RI-51-0008926       | 17-10-1994           | Upload image |

#### Portomarín(Portomarín)
| Tên                                                        | Dạng                  | Địa điểm    | Tọa độ | Số hồ sơ tham khảo? | Ngày nhận danh hiệu? | Hình ảnh                                                                                            |
| ---------------------------------------------------------- | --------------------- | ----------- | ------ | ------------------- | -------------------- | --------------------------------------------------------------------------------------------------- |
| Nhà thờ San Juan (Puertomarín)                             | Di tích               | Puertomarín |        | RI-51-0000712       | 03-06-1931           | Iglesia de San Juan (Puertomarin / Portomarin) · Upload image                                       |
| Quần thể Histórico Artístico Barrios San Juan và San Pedro | Lịch sử và nghệ thuật | Puertomarín |        | RI-53-0000012       | 08-02-1946           | Conjunto Histórico Artístico Barrios de San Juan y de San Pedro A vila de Portomarín · Upload image |

### Q

#### Quiroga (Lugo)
| Tên                   | Dạng    | Địa điểm          | Tọa độ | Số hồ sơ tham khảo? | Ngày nhận danh hiệu? | Hình ảnh     |
| --------------------- | ------- | ----------------- | ------ | ------------------- | -------------------- | ------------ |
| Castillo. Tháp Novaes | Di tích | Quiroga A Seara   |        | RI-51-0008927       | 17-10-1994           | Upload image |
| Lâu đài Sequeiros     | Di tích | Quiroga Sequeiros |        | RI-51-0008928       | 17-10-1994           | Upload image |

### R

#### Ribadeo
| Tên                             | Dạng    | Địa điểm | Tọa độ | Số hồ sơ tham khảo? | Ngày nhận danh hiệu? | Hình ảnh                           |
| ------------------------------- | ------- | -------- | ------ | ------------------- | -------------------- | ---------------------------------- |
| Lâu đài San Damián              | Di tích | Ribadeo  |        | RI-51-0008929       | 17-10-1994           | Upload image                       |
| Castillo. Tường thành (Ribadeo) | Di tích | Ribadeo  |        | RI-51-0008930       | 17-10-1994           | Upload image                       |
| Tháp Moreno                     | Di tích | Ribadeo  |        | RI-51-0009117       | 17-04-1997           | Torre de los Moreno · Upload image |

### S

#### Samos, Lugo
| Tên                      | Dạng    | Địa điểm | Tọa độ                                      | Số hồ sơ tham khảo? | Ngày nhận danh hiệu? | Hình ảnh                                         |
| ------------------------ | ------- | -------- | ------------------------------------------- | ------------------- | -------------------- | ------------------------------------------------ |
| Tu viện San Julián Samos | Di tích | Samos    | 42°43′55″B 7°19′37″T / 42,73205°B 7,32703°T | RI-51-0001164       | 29-09-1944           | Abadía-monasterio de Benedictinos · Upload image |

#### Sarria
| Tên                                    | Dạng    | Địa điểm        | Tọa độ | Số hồ sơ tham khảo? | Ngày nhận danh hiệu? | Hình ảnh                                                                                                |
| -------------------------------------- | ------- | --------------- | ------ | ------------------- | -------------------- | --- |
| Nhà thờ Monasterial Santiago Barbadelo | Di tích | Sarria          |        | RI-51-0004435-00001 | 17-04-1997           | Delimitación de entorno de protección de la Iglesia Monasterial de Santiago de Barbadelo · Upload image |
| Nhà thờ Monasterial Santiago Barbadelo | Di tích | Sarria          |        | RI-51-0004435       | 07-11-1980           | Iglesia Monasterial de Santiago de Barbadelo (Delimitación de Entorno 08-05-1997) · Upload image        |
| Castillo. Tháp Vilar                   | Di tích | Sarria Loureiro |        | RI-51-0008931       | 17-10-1994           | Upload image                                                                                            |
| Lâu đài Sarria                         | Di tích | Sarria          |        | RI-51-0008932       | 17-10-1994           | Castillo de Sarria · Upload image                                                                       |

#### O Saviñao(O Saviñao)
| Tên                  | Dạng    | Địa điểm              | Tọa độ | Số hồ sơ tham khảo? | Ngày nhận danh hiệu? | Hình ảnh                                |
| -------------------- | ------- | --------------------- | ------ | ------------------- | -------------------- | --------------------------------------- |
| Tháp-Fuerte Candaira | Di tích | Saviñao Rebordaos     |        | RI-51-0008933       | 17-10-1994           | Torre-Fuerte Da Candaira · Upload image |
| Nhà thờ San Pelagio  | Di tích | Saviñao Diomondi      |        | RI-51-0000714       | 03-06-1931           | Iglesia de San Pelagio · Upload image   |
| Nhà thờ San Esteban  | Di tích | Saviñao Ribas de Miño |        | RI-51-0000715       | 03-06-1931           | Iglesia de San Esteban · Upload image   |

#### Sober, Lugo
| Tên                           | Dạng    | Địa điểm      | Tọa độ | Số hồ sơ tham khảo? | Ngày nhận danh hiệu? | Hình ảnh     |
| ----------------------------- | ------- | ------------- | ------ | ------------------- | -------------------- | ------------ |
| Castillo. Tháp Moreda (Sober) | Di tích | Sober Canabal |        | RI-51-0008934       | 17-10-1994           | Upload image |

### T

#### Taboada
| Tên                        | Dạng                        | Địa điểm       | Tọa độ | Số hồ sơ tham khảo? | Ngày nhận danh hiệu? | Hình ảnh                                        |
| -------------------------- | --------------------------- | -------------- | ------ | ------------------- | -------------------- | ----------------------------------------------- |
| Nhà thờ San Pedro Bembibre | Di tích                     | Taboada        |        | RI-51-0004170       | 24-04-1975           | Iglesia de San Pedro de Bembibre · Upload image |
| Tháp Moreda                | Di tích Kiến trúc phòng thủ | Taboada Moreda |        | RI-51-0008935       | 17-10-1994           | Torre de Moreda · Upload image                  |

### V

#### O Valadouro(O Valadouro)
| Tên                  | Dạng    | Địa điểm            | Tọa độ | Số hồ sơ tham khảo? | Ngày nhận danh hiệu? | Hình ảnh     |
| -------------------- | ------- | ------------------- | ------ | ------------------- | -------------------- | ------------ |
| Castillo. Tháp Praga | Di tích | Valle de Oro Recara |        | RI-51-0008936       | 17-10-1994           | Upload image |

#### Vilalba(Vilalba)
| Tên                    | Dạng    | Địa điểm          | Tọa độ | Số hồ sơ tham khảo? | Ngày nhận danh hiệu? | Hình ảnh                           |
| ---------------------- | ------- | ----------------- | ------ | ------------------- | -------------------- | ---------------------------------- |
| Lâu đài torre Codesimo | Di tích | Villalba Codesino |        | RI-51-0008937       | 17-10-1994           | Upload image                       |
| Lâu đài Andrade        | Di tích | Villalba          |        | RI-51-0008938       | 17-10-1994           | Castillo de Andrade · Upload image |

#### Vivero(Viveiro)
| Tên                                                                                            | Dạng                                                                   | Địa điểm | Tọa độ                                        | Số hồ sơ tham khảo?         | Ngày nhận danh hiệu?  | Hình ảnh                                                    |
| ---------------------------------------------------------------------------------------------- | ---------------------------------------------------------------------- | -------- | --------------------------------------------- | --------------------------- | --------------------- | ----------------------------------------------------------- |
| Lâu đài và murallas                                                                            | Di tích Kiến trúc phòng thủ                                            | Vivero   |                                               | RI-51-0008939               | 17-10-1994            | Castillo y murallas · Upload image                          |
| Nhà thờ San Pedro (Vivero)                                                                     | Di tích Kiến trúc tôn giáo Kiểu: Kiến trúc Roman Thời gian: Thế kỷ 10  | Vivero   |                                               | RI-51-0003958               | 30-08-1974            | Iglesia de San Pedro · Upload image                         |
| Nhà thờ San Francisco (Vivero)                                                                 | Khu phức hợp lịch sử                                                   | Vivero   |                                               | RI-53-0000199               | 12-09-1975            | Iglesia, Convento de San Francisco y entorno · Upload image |
| Tu viện Nuestra Señora Valdeflores (Declarado entorno protección por Decreto 27/99, 5 febrero) | Di tích Kiến trúc tôn giáo Kiểu: Kiến trúc Gothic Thời gian: Thế kỷ 15 | Vivero   |                                               | RI-51-0004417 Parte 00001   | 07-03-1980            | Monasterio de Nuestra Señora de Valdeflores · Upload image  |
| Quảng trường Santa María (Delimitación Entorno Según Real Decreto 30-4-82)                     | Lịch sử và nghệ thuật                                                  | Vivero   |                                               | RI-53-0000256               | 30-04-1982            | Plaza de Santa María · Upload image                         |
| Cổng Lâu đài Puente (Cổng Carlos V)                                                            | Di tích Kiến trúc phòng thủ                                            | Vivero   | 43°39′44″B 7°35′47″T / 43,662254°B 7,596316°T | RI-51-0001115 RI-51-0008940 | 19-02-1942 17-10-1994 | Puerta del Castillo del Puente · Upload image               |
| Cổng Santo Cristo                                                                              | Di tích Kiến trúc phòng thủ Thời gian: Thế kỷ 13                       | Vivero   |                                               | RI-51-0008941               | 17-10-1994            | Puerta del Santo Cristo · Upload image                      |
| Cổng Vallado (Porta do Valado)                                                                 | Di tích Kiến trúc phòng thủ                                            | Vivero   |                                               | RI-51-0008942               | 17-10-1994            | Puerta del Vallado · Upload image                           |